# 鯨墓
鯨墓（くじらばか、げいぼ）とは、受動的な捕鯨や捕鯨を生業にしている地域において、鯨を供養した墓のことである。

## 概要
寄り鯨・流れ鯨といわれるクジラを捕獲し（受動捕鯨）食料や資源としての利用から、その地域が救われたり潤ったりした事の、供養や感謝の意味で建てられた墓である。
江戸時代以前の組織捕鯨を生業にしてきた地域や以降の捕鯨を行ってきた地域でも、追悼や供養の意味を込めて建てられた墓であり、特に積極的捕鯨をしてきた地域では鯨墓にとどまらず、鯨過去帳の作成や卒塔婆や戒名や年一回の鯨法会まで行う地域まで存在する。
同じものとして、受動捕鯨や偶然捕鯨のみならず捕鯨を古くから生業にしてきた地域では「鯨塚」や「鯨碑」といったものが、存在し、鯨墓とあわせるとおよそ100基が日本に存在する。

## 実例
えびす神は外から訪れる神であり、座礁鯨など鯨自体がえびす神と同一視する地域も多数ある。京都府与謝郡伊根町の蛭子神社には3つの鯨墓があり、えびす神と鯨の繋がりが見られる。この墓の謂れには、母鯨を誤って捕獲してしまい小鯨まで死なせてしまったという漁民の後悔から建てられたという話が伝承されている。尚、この時の親子鯨の肉には一切手を付けなかったといわれている。
大分県臼杵市にあり市内には「大浜」「佐志生」「中津浦」「大泊」に鯨の墓が見られる。その中で大泊では1870年（明治3年）港湾工事の莫大な支出ため、財政が逼迫をしていた。その時、流れ鯨が現れ捕獲し、余すところ無く高値で売れたため、借金を返済する事ができた。それに感謝し供養した墓といわれる。
山口県長門市青海島通地区の向岸寺に鯨墓がある。仙崎出身の詩人の金子みすゞは、鯨墓が存在する地域の慣わしに感銘し『鯨法會』を書いた。

## 鯨寺
鯨寺とは、捕獲した鯨に位牌を作ったり、戒名を付けたり墓を建てたりといった供養を行っている寺の俗称。中には「鯨過去帳」というものまで作製して鯨の戒名、獲れた日時、場所や種別、大きさ捕獲した鯨組の名称まで詳細に記録を残している寺もある。そのため捕鯨史研究の史料としても重要な存在である。「鯨鯢供養」や「鯨鯢過去帳」と表記する場合が多数である。
龍頭山金剛頂寺
高知県室戸市にあり四国八十八箇所の二十六番目の札所である。室戸は日本各地にある捕鯨発祥の地の一つであり、寺に併設された鯨博物館には古くから伝わる捕鯨道具が展示されている。
天然山瑞光寺
大阪市東淀川区瑞光にある。欄干が鯨の骨で作られた「雪鯨橋」（通称「鯨橋」）があり、1765年（宝暦6年）に建造されたもので、現在まで欄干は6度架け替えられている。
願誓寺
新潟県佐渡市椎泊にあり、1888年（明治21年）に14.4メートルの流れ鯨を供養し鯨魚塔という銘の墓を立て「釋震聲能度鯨魚」という戒名をつけた。

## ベトナム
ベトナムではクジラを捕鯨および食す文化は無いが、 ハティン省、ゲアン省およびダナン市において、クジラが浜に打ち上げられたのを発見した漁師が、墓に埋葬して供養をする風習がある。伝承では後黎朝第5代皇帝黎聖宗の時代、皇帝と側近が漂流してしまった際にクジラが現れ岸まで舟を押して難を逃れたとされ、それにより皇帝はクジラに称号を与え祠に祀り、クジラ信仰の謂れとされている。
ハティン省カムスエン郡カムニュオン村では、クジラの死骸を発見した場合には、葬儀委員会が性別および戒名を決め、定められた廟に埋葬を行う。
ホーチミン市 カンゾ県では旧暦の8月16日、バクリエウ省 では旧暦3月10日に、豊漁と安全を祈願するクジラ信仰により、毎年8月に Lễ hội Nghinh Ông と呼ばれるクジラ祭りが開催される。ホーチミン市の廟にはクジラの骨格が祀られている。